# Çamdere (Kozan)
Çamdere (türkisch für Kieferbach) ist ein Ortsteil (Mahalle) im Landkreis Kozan der türkischen Provinz Adana mit 515 Einwohnern (Stand: Ende 2024). Im Jahr 2011 hatte der Ort 415 Einwohner.
Der Name des Dorfes stammt aus der Zeit, in der eine in den Bach gelegte Kiefer als Brücke gedient haben soll.